# Штајнфелд (Олденбург)
Штајнфелд (њем. Steinfeld) општина је у њемачкој савезној држави Доња Саксонија. Једно је од 10 општинских средишта округа Фехта. Према процјени из 2010. у општини је живјело 9.550 становника. Посједује регионалну шифру (AGS) 3460008.

## Географски и демографски подаци
Штајнфелд се налази у савезној држави Доња Саксонија у округу Фехта. Општина се налази на надморској висини од 47 метара. Површина општине износи 59,8 km². У самом мјесту је, према процјени из 2010. године, живјело 9.550 становника. Просјечна густина становништва износи 160 становника/km².

## Међународна сарадња
| Мјесто | Држава   | Врста сарадње | Од    |
| ------ | -------- | ------------- | ----- |
|        | Словачка | контакт       | 1990. |
|        | Словачка | контакт       | 1987. |
| Извор  |          |               |       |